# Quảng trường Đinh Tiên Hoàng Đế

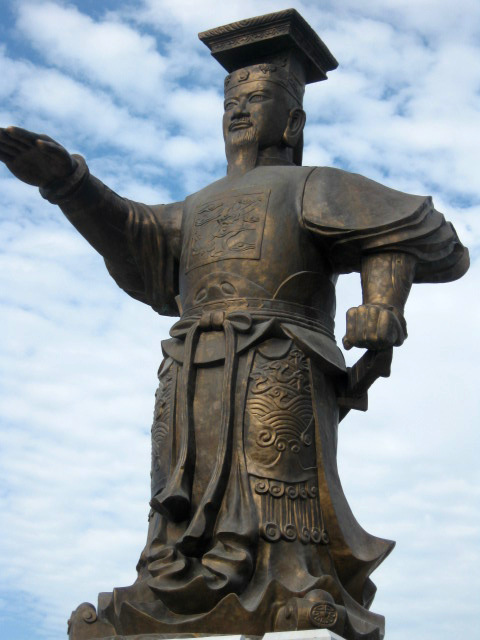
Tượng đài Đinh Tiên Hoàng Đế đặt tại quảng trường

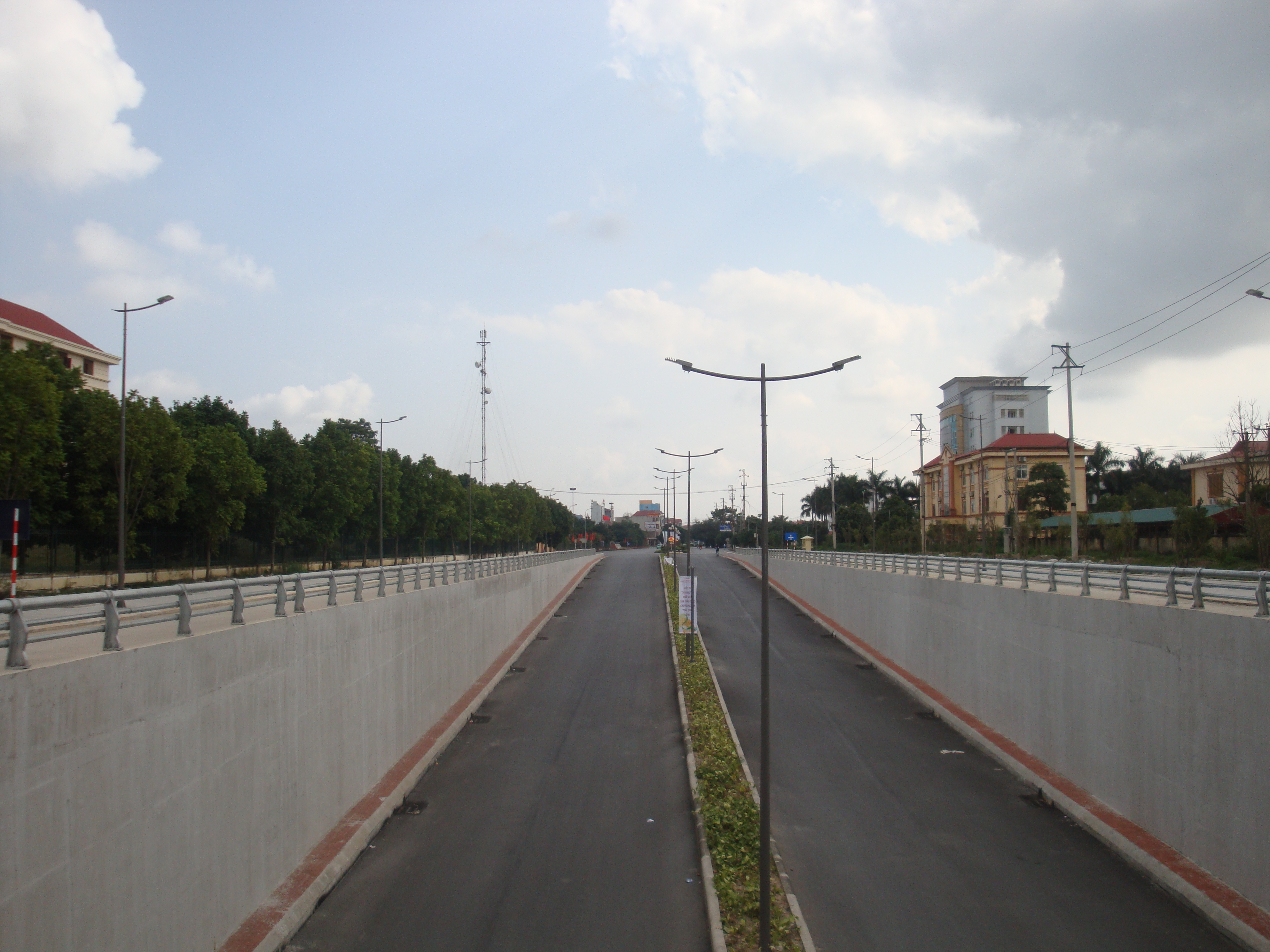
Hầm vượt quảng trường trên đại lộ Đinh Tiên Hoàng

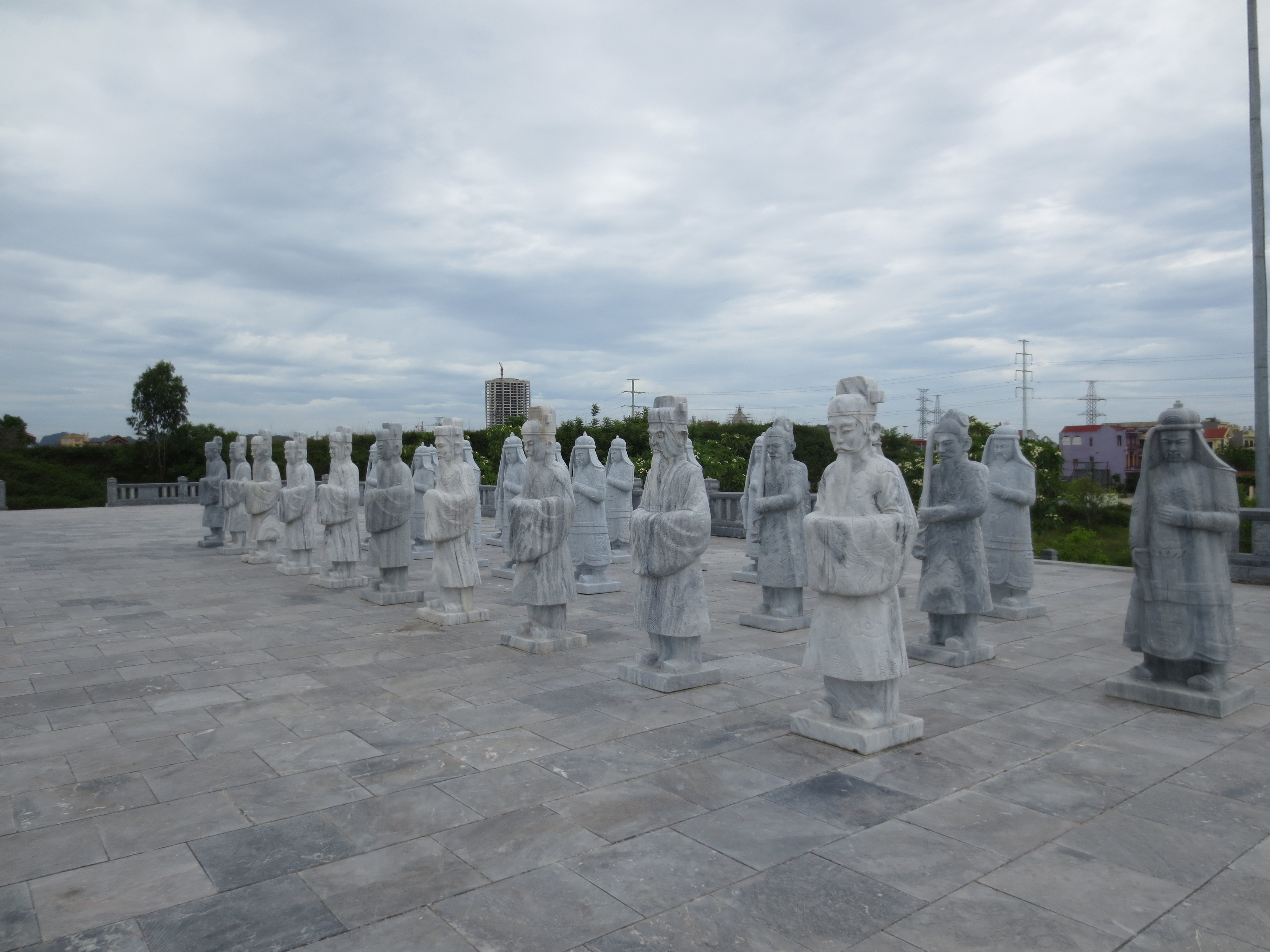
Hàng tượng đá Quan văn nhà Đinh tại quảng trường

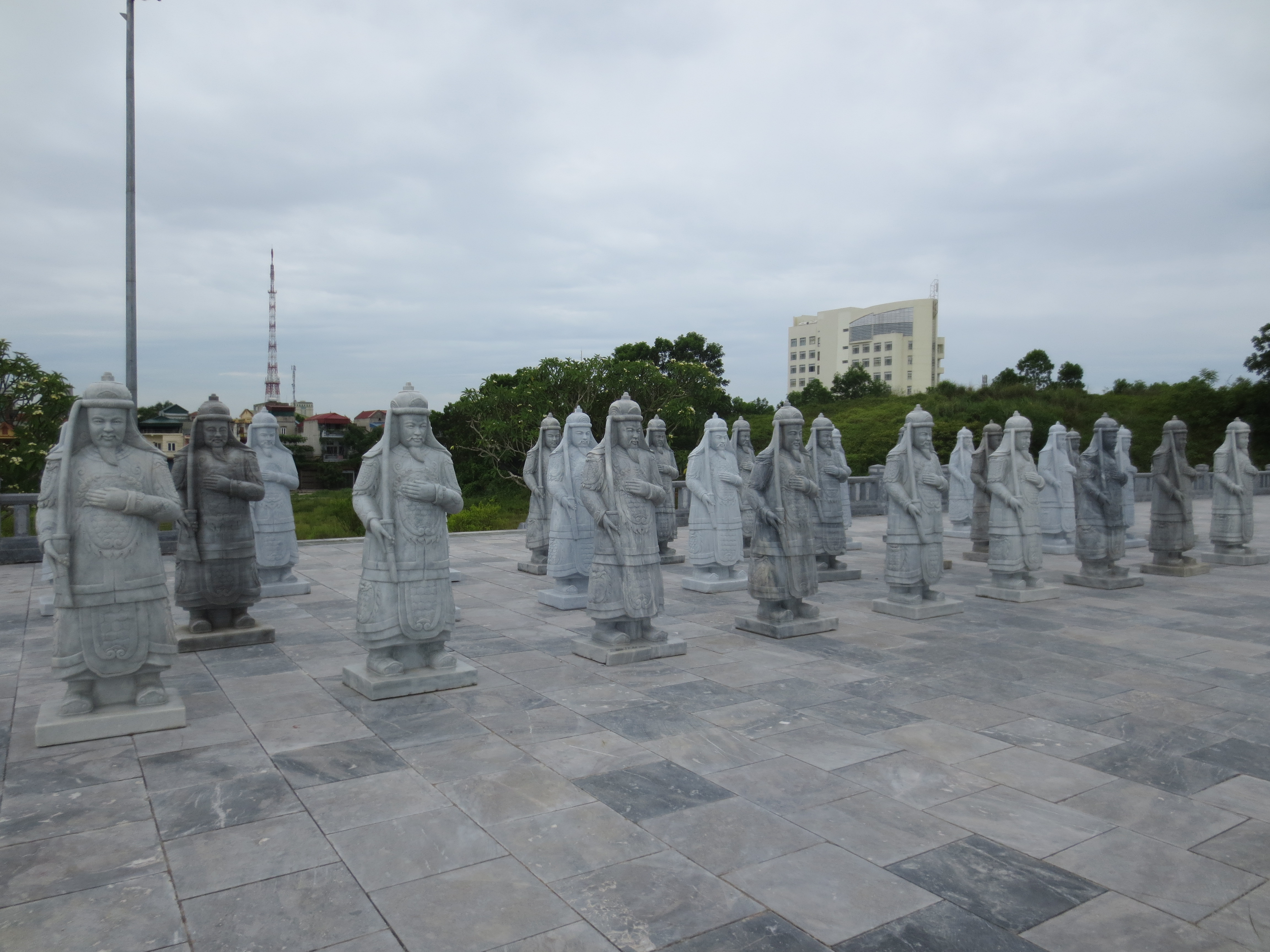
Hàng tượng đá Quan võ nhà Đinh tại quảng trường

Quảng trường Đinh Tiên Hoàng Đế là công trình kiến trúc lớn nằm ở trung tâm thành phố Hoa Lư. Đây là công trình văn hóa được coi là điểm nhấn của thành phố này. Quảng trường là nơi tôn vinh người anh hùng dân tộc Đinh Bộ Lĩnh đã có công thống nhất đất nước, lập nên Triều đại nhà Đinh, kinh đô Hoa Lư trong lịch sử Việt Nam. Công trình được xây dựng từ năm 2009 với tổng vốn đầu tư hơn 1.500 tỉ đồng.

## Vị trí
Quảng trường Đinh Tiên Hoàng đế nằm ở nội đô thành phố Hoa Lư, có dạng hình chữ nhật nằm theo hướng tây – đông, kẹp giữa 2 đường Đinh Điền và Nguyễn Bặc, tựa lưng vào Quốc lộ 1. Con đường trục chính của thành phố Hoa Lư là đại lộ Đinh Tiên Hoàng cũng có hầm ngầm xuyên qua khu quảng trường này được khánh thành ngày 27/6/2014.
Quảng trường Đinh Tiên Hoàng Đế nằm rất gần các công trình quan trọng khác của thành phố như: Nhà thi đấu Ninh Bình, Trụ sở ủy ban nhân dân tỉnh Ninh Bình, trung tâm hội nghị tỉnh Ninh Bình, các cơ quan của tỉnh và các điểm du lịch như: công viên văn hóa Tràng An, núi Non Nước, nhà thờ họ Trương Việt Nam, cổng Đông cố đô Hoa Lư, động Thiên Tôn,...
Quảng trường và Tượng đài Đinh Tiên Hoàng đế là công trình để phục vụ khu trung tâm sinh hoạt văn hoá cộng đồng quy mô lớn, đáp ứng các hoạt động văn hoá của tỉnh, góp phần giữ gìn và phát huy truyền thống văn hoá, lịch sử của Ninh Bình nói riêng và của dân tộc Việt Nam nói chung.

## Quy mô
Dự án Quảng trường Đinh Tiên Hoàng Đế tại trung tâm thành phố Ninh Bình (nay là thành phố Hoa Lư) đã được xây dựng từ năm 2009 đến năm 2018 hoàn thành với mức tổng đầu tư trên 1.500 tỷ đồng, quy mô gần 60 ha, trong đó có các khu vực:
- Khu quảng trường chính: gồm có sân, đường nội bộ, hệ thống chiếu sáng.
- Khu trung tâm tượng đài: gồm có tượng Đinh Tiên Hoàng đế và các tướng.
- Khu công viên cây xanh và hồ điều hòa: gồm khu vực cây xanh, đồi nhân tạo, công viên ven hồ.
- Các công trình phụ trợ khác.

Tượng Đinh Tiên Hoàng Đế có khối lượng 100 tấn, phần thân cao 9,9m, phần bệ cao 10m (do một số tổ chức và cá nhân cung tiến). Theo quy mô đã được phê duyệt, ngoài phần tượng Đinh Tiên Hoàng Đế, 4 góc xung quanh tượng đài còn có tượng 4 vị quan đại thần là bạn của Đinh Bộ Lĩnh gồm Đinh Điền, Nguyễn Bặc, Trịnh Tú, Lưu Cơ cao 5m, ngoài ra có các tượng quan văn, võ, lính canh và ngựa bằng đá. Dự án này góp phần tôn thêm vẻ đẹp và tăng khả năng lưu trú khách du lịch cho thành phố Hoa Lư.

## Các sự kiện quan trọng
Ngày 7/4/2017, tại buổi làm việc với tỉnh Ninh Bình, Thủ tướng Chính phủ Nguyễn Xuân Phúc đã có ý kiến chỉ đạo, trong đó có nội dung tổ chức Lễ Kỷ niệm 1050 năm thành lập nước Đại Cồ Việt vào năm 2018 tại tỉnh Ninh Bình. Theo đó, Lễ Kỷ niệm 1050 năm Đinh Bộ Lĩnh lên ngôi Hoàng đế, lập nên Nhà nước Đại Cồ Việt (968 – 2018) với quy mô cấp Quốc gia, Bộ VHTTDL và tỉnh Ninh Bình phối hợp tổ chức. Thời gian dự kiến vào ngày 14/4/2018 (tức ngày 29/2 âm lịch) tại Quảng trường Đinh Tiên Hoàng Đế, TP. Ninh Binh (nay là TP. Hoa Lư), tỉnh Ninh Bình.
Ngày 13/4/2018, trong chuỗi sự kiện quan trọng kỷ niệm 1050 năm thành lập Nhà nước Đại Cồ Việt (968–2018), tại Quảng trường Đinh Tiên Hoàng đế, TP. Ninh Bình (nay là TP. Hoa Lư), Ban Trị sự Giáo hội Phật giáo Việt Nam tỉnh Ninh Bình đã trang nghiêm, trọng thể tổ chức lễ an vị Tôn tượng Vua Đinh Tiên Hoàng.
Ngày 28/10/2018 tại Quảng trường Đinh Tiên Hoàng Đế, Bộ Văn hoá, Thể thao và Du lịch phối hợp với tỉnh Ninh Bình tổ chức khai mạc Lễ hội văn hóa thể thao du lịch quốc gia năm 2018. Cũng trong dịp này, Phó Thủ tướng Vũ Đức Đam đã trao quyết định công nhận bảo vật quốc gia đối với đôi Long sàng tại đền thờ Vua Đinh Tiên Hoàng (Khu Di tích lịch sử văn hóa cố đô Hoa Lư) cho Bí thư Tỉnh ủy Ninh Bình.
Theo kế hoạch, ngày 22/2/2020 sẽ diễn ra sự kiện khai mạc năm Du lịch quốc gia 2020 tại Quảng trường Đinh Tiên Hoàng đế do tỉnh Ninh Bình đăng cai với nhiều sự kiện diễn ra trong suốt năm. Tuy nhiên, do ảnh hưởng của dịch COVID 19, buổi lễ này đã không được tổ chức.